# Nasir al-Din Muhammad
Nasir al-Din Muhammad fou emir d'Elbistan de la dinastia Dhul-Kadr, fill de Ghars al-Din Khalil, proclamat per un exèrcit otomà que va deposar el seu cosí germà Sadaka (fill de Shaban Suli) el 1399. El 1400 l'emirat fou atacat per Tamerlà en revenja perquè les seves forces havien estat atacades pels Dhul-Kadirlü durant el setge de Sivas (Muhammad estava casat amb la filla del cadi de Sivas, Burhan al-Din, de nom probablement Misr Khatun). Al mateix temps Tamerlà va atacar també Tadmur, a Síria, on s'havien establert un grup nombrós de nòmades Dhul-Kadirlü. En aquesta situació Muhammad es va acostar als egipcis sense allunyar-se dels otomans. El 1412 va enviar forces al soldà otomà Mehmet I que s'havia casat amb una filla seva de nom probablement Emina, en contra del seu rival Musa. També va ajudar els egipcis en l'expedició de càstig contra l'emir de Karaman el 1419, el qual fou derrotat i fet presoner, sent enviat al Caire; en agraïment el soldà egipci li va cedir Kayseri que abans pertanyia als karaman-oghlu, on el 1432 va construir la madrassa de Khatuniyya. El 1435 els karaman-oghlu van recuperar Kayseri però Muhammad va cridar en ajut a l'otomà Murat II que va recuperar la ciutat (1436) i li va retornar. El 1440 va visitar el Caire per restablir les bones relacions amb Egipte que s'havien deteriorat darrerament i una de les seves filles es va casar amb el soldà Shaqmaq. Va morir amb més de 80 anys el 1442 i el va succeir el seu fill Suliman.